# Zazdrość (powiat iławski)
Zazdrość – osada w Polsce położona w województwie warmińsko-mazurskim, w powiecie iławskim, w gminie Iława.
W latach 1975–1998 miejscowość należała administracyjnie do województwa olsztyńskiego.
W latach 1466–1772 Zazdrość jako część województwa chełmińskiego należała do Polski, jednak po I wojnie światowej, podobnie jak sąsiednie Mózgowo, pozostała w Niemczech. Była to wówczas jedyna korekta granic na terenie ziemi chełmińskiej i lubawskiej na niekorzyść Polski.